# Wilhelm von Windheim
George Christian Wilhelm von Windheim (* 4. Februar 1781 in Halle (Saale); † 8. Juni 1847 in Breslau) war ein preußischer Generalmajor.

## Leben

### Herkunft
Er war der Sohn von August Friedrich Georg von Windheim (1733–1798) und dessen Ehefrau Johanna Dorothea, geborene von Bennewitz (1745–1807). Sein Vater war preußischer Oberstleutnant und Kommandeur des Depotbataillons des Infanterieregiments „von Raumer“.

### Militärkarriere
Windheim besuchte das Jesuitenkolleg in Danzig. Anschließend trat er im April 1795 als Gefreiterkorporal in das Infanterieregiment des Prinzen Louis Ferdinand von Preußen ein und avancierte bis Mitte Oktober 1798 zum Sekondeleutnant. Als solcher wurde er während des Vierten Koalitionskrieges in der Schlacht bei Auerstedt verwundet. Windheim geriet durch die Kapitulation von Magdeburg in französische Gefangenschaft und wurde daraufhin inaktiv gestellt. Nach seiner Freilassung stieg er im Mai 1810 zum Premierleutnant von der Infanterie mit Halbsold auf und wurde am 1. August 1811 dem Infanterie-Regiment Nr. 10, Colbergisches Infanterie-Regiment aggregiert. Vom 11. Dezember 1812 bis zum 2. Juni 1813 war Windheim als Kreisoffizier der Gendarmerie in Köslin tätig. Anschließend zum Kapitän befördert, führte er eine Kompanie im 3. Pommerschen Landwehr-Infanterie-Regiment während der Belagerung von Stettin. Vom 14. April 1814 bis zum 26. Februar 1816 fungierte Windheim als Kommandeur der Reserve-Bataillons im 2. Neumärkischen Landwehr-Infanterie-Regiment. Anschließend war er Kreisbrigadier der 2. Gendarmeriebrigade, stieg im Dezember 1820 zum Abteilungskommandeur auf und wurde am 30. März 1822 zum Major befördert. Als solcher wurde er am 1. März 1831 zur 3. Gendarmeriebrigade versetzt und am 25. Mai 1834 zum Brigadier der 6. Gendarmeriebrigade in Breslau ernannt. In dieser Stellung wurde Windheim am 18. April 1839 zum Oberstleutnant sowie am 22. März 1843 zum Oberst befördert. Windheim erhielt am 18. März 1845 den Roten Adlerorden II. Klasse mit Eichenlaub. Am 16. Januar 1847 wurde ihm sein Abschied als Generalmajor mit der gesetzlichen Pension bewilligt.

### Familie
Windheim hatte sich am 11. Januar 1807 in Herrengosserstedt mit Henriette Therese Freiin von Münchhausen (1786–1857) verheiratet. Aus der Ehe gingen fünf Söhne und vier Töchter hervor.